# Julia Maesa
Julia Maesa (ur. 7 maja 165, zm. 224/226) – syryjska księżniczka, urodziła się w Emesie w Syrii. Jej ojcem był najwyższy kapłan boga słońca Elah-Gabala – Julius Bassianus, a jej siostrą była Julia Domna – cesarzowa rzymska – tym samym była ona ciotką Karakalli.
Poślubiła Syryjczyka Gajusza Juliusza Awitusa Aleksianusa i była matką Julii Soaemias-Bassiany i Julii Mammei, babką cesarza Heliogabala i Sewera Aleksandra. 
Po zamordowaniu Karakalli i wybuchu rebelii Makrynusa razem z córką Julią Bassianą 15 maja 218 roku wszczęła rewoltę i doprowadziła do ponownej restauracji dynastii Sewerów (cesarzem został syn Julii Soaemias – Heliogabal). Zmarła w 3. roku panowania Sewera Aleksandra. Jej wizerunek z tytułem Augusta pojawiał się na monetach w latach 218–225.